# Белановица
Белановица је градско насеље у Србији, у општини Љиг, у Колубарском округу. Према попису из 2022. било је 152 становника. Варошицом је проглашена 5. јануара 1904. године, а пре тога је била саставни део Калањеваца.
Овде се налазе Црква Покрова Пресвете Богородице и Зграда старе школе, који представљају споменике културе. Овде се налазе Зграда дечијег дома краљице Марије у Белановици и ОШ „Сестре Павловић” Белановица.

## Галерија
- Школска зграда
- Задужбина краљице Марије (Одмаралиште БЕКО)
- Дом здравља

## Демографија
У насељу Белановица живи 219 пунолетних становника, а просечна старост становништва износи 42,5 година (41,5 код мушкараца и 43,5 код жена). У насељу има 104 домаћинства, а просечан број чланова по домаћинству је 2,56.
Ово насеље је великим делом насељено Србима (према попису из 2002. године).
|             | \| Демографија[2] \| Демографија[2] \| Демографија[2] \| \| Година \| Становника \| Становника \| \| -------------- \| -------------- \| -------------- \| \| 1948. \| 422 \| \| \| 1953. \| 416 \| \| \| 1961. \| 344 \| \| \| 1971. \| 373 \| \| \| 1981. \| 336 \| \| \| 1991. \| 260 \| 259 \| \| 2002. \| 266 \| 272 \| \| 2011. \| 199 \| \| |            |
| Демографија | |            |
| Година      | Становника | Становника |
| 1948.       | 422 |            |
| 1953.       | 416 |            |
| 1961.       | 344 |            |
| 1971.       | 373 |            |
| 1981.       | 336 |            |
| 1991.       | 260 | 259        |
| 2002.       | 266 | 272        |
| 2011.       | 199 |            |

| Етнички састав према попису из 2002.‍ | Етнички састав према попису из 2002.‍ | Етнички састав према попису из 2002.‍ | Етнички састав према попису из 2002.‍ | Етнички састав према попису из 2002.‍ |
| ------------------------------------ | ------------------------------------ | ------------------------------------ | ------------------------------------ | ------------------------------------ |
|                                      |                                      |                                      |                                      |                                      |
| Срби                                 | Срби                                 |                                      | 265                                  | 99,62%                               |
| Црногорци                            | Црногорци                            |                                      | 1                                    | 0,37%                                |
| непознато                            | непознато                            |                                      | 0                                    | 0,0%                                 |

| Година пописа     | 1948. | 1953. | 1961. | 1971. | 1981. | 1991. | 2002. |
| ----------------- | ----- | ----- | ----- | ----- | ----- | ----- | ----- |
| Број домаћинстава | 117   | 118   | 134   | 164   | 137   | 101   | 104   |

| Број чланова      | 1  | 2  | 3  | 4  | 5 | 6 | 7 | 8 | 9 | 10 и више | Просек |
| ----------------- | -- | -- | -- | -- | - | - | - | - | - | --------- | ------ |
| Број домаћинстава | 27 | 34 | 17 | 17 | 4 | 3 | 2 | 0 | 0 | 0         | 2,56   |

| Пол    | Укупно | Неожењен/Неудата | Ожењен/Удата | Удовац/Удовица | Разведен/Разведена | Непознато |
| ------ | ------ | ---------------- | ------------ | -------------- | ------------------ | --------- |
| Мушки  | 112    | 35               | 70           | 5              | 1                  | 1         |
| Женски | 118    | 18               | 73           | 21             | 6                  | 0         |
| УКУПНО | 230    | 53               | 143          | 26             | 7                  | 1         |

| Пол    | Укупно                    | Пољопривреда, лов и шумарство | Рибарство                            | Вађење руде и камена | Прерађивачка индустрија       |
| ------ | ------------------------- | ----------------------------- | ------------------------------------ | -------------------- | ----------------------------- |
| Мушки  | 51                        | 3                             | 0                                    | 1                    | 24                            |
| Женски | 45                        | 3                             | 0                                    | 0                    | 21                            |
| УКУПНО | 96                        | 6                             | 0                                    | 1                    | 45                            |
| Пол    | Производња и снабдевање   | Грађевинарство                | Трговина                             | Хотели и ресторани   | Саобраћај, складиштење и везе |
| Мушки  | 1                         | 2                             | 3                                    | 1                    | 4                             |
| Женски | 0                         | 0                             | 5                                    | 5                    | 2                             |
| УКУПНО | 1                         | 2                             | 8                                    | 6                    | 6                             |
| Пол    | Финансијско посредовање   | Некретнине                    | Државна управа и одбрана             | Образовање           | Здравствени и социјални рад   |
| Мушки  | 0                         | 0                             | 2                                    | 1                    | 3                             |
| Женски | 0                         | 1                             | 0                                    | 2                    | 5                             |
| УКУПНО | 0                         | 1                             | 2                                    | 3                    | 8                             |
| Пол    | Остале услужне активности | Приватна домаћинства          | Екстериторијалне организације и тела | Непознато            | Непознато                     |
| Мушки  | 4                         | 0                             | 0                                    | 2                    | 2                             |
| Женски | 1                         | 0                             | 0                                    | 0                    | 0                             |
| УКУПНО | 5                         | 0                             | 0                                    | 2                    | 2                             |